# دالفین جیرایبی
دالفین جیرایبی (انگلیسی: Delphine Djiraibe؛ زادهٔ ۱ دسامبر ۱۹۶۰) وکیل اهل چاد است. جیرایبی مؤسس انجمن چاد برای پیشرفت و دفاع از حقوق بشر است و در گزارشی بی‌بی‌سی نیوز وی را یکی از وکلای برجسته حقوق بشر چاد معرفی کرد.
وی همچنین برندهٔ جوایزی همچون جایزه حقوق بشر رابرت اف. کندی شده‌است.